# Cao Điển
Cao Điển (1848 - 1896) hay Cao Điền, là một võ quan nhà Nguyễn và là một cộng sự đắc lực của Tống Duy Tân trong cuộc khởi nghĩa Hùng Lĩnh (1887-1892) chống Pháp ở cuối thế kỷ 19 tại Việt Nam.

## Tiểu sử
Cao Điển sinh ngày 11 tháng 11 năm 1848 tại làng Trinh Sơn( thuộc xã Hoằng Giang, huyện Hoằng Hóa, tỉnh Thanh Hóa) Khi bắt đầu tham gia phong trào Cần Vương tại Sầm Sơn (Thanh Hóa), ông chỉ là một viên suất đội, sau thăng dần đến chức Đề đốc.
Năm 1886, ông và Sơn phòng sứ Tống Duy Tân nhận lệnh của thủ lĩnh Đinh Công Tráng đến Phi Lai (nay thuộc xã Hà Lai, huyện Hà Trung, Thanh Hóa) lập căn cứ, nhằm hỗ trợ cho căn cứ chính là Ba Đình. Ngoài căn cứ Phi Lai trong sự nghiệp chung, ông còn theo Tống Duy Tân lập thêm một căn cứ nữa, đó là căn cứ Hùng Lĩnh, nằm ở vùng thượng nguồn sông Mã thuộc Vĩnh Lộc, tức nơi quê hương của Tống Duy Tân.
Đầu năm 1887, đông đảo quân Pháp kéo đến đàn áp dữ dội phong trào Cần Vương ở tỉnh này. Căn cứ Ba Đình và căn cứ Mã Cao nối tiếp nhau thất thủ...Trước tình thế hiểm nguy, Cao Điền và Tống Duy Tân bèn mang quân chạy lên Hùng Lĩnh, lập nên một trung tâm kháng chiến mới. Tuy nhiên, nghĩa quân Hùng Lĩnh chỉ mở được vài trận tập kích, thì bị thiếu tá Térillon dẫn quân đến vây đánh gắt.
Xét thấy lực lượng Hùng Lĩnh vừa gầy dựng bị cô thế và yếu sức hơn, Tống Duy Tân giao quyền chỉ huy lại cho Cao Điền, để đi ra Bắc rồi sang Trung Quốc tìm nguồn hỗ trợ và liên kết với các lực lượng kháng Pháp khác. Nghe lời tướng Tôn Thất Thuyết (lúc bấy giờ đang ở Quảng Đông), đầu năm 1889, Tống Duy Tân về lại quê nhà. Sau khi tập hợp lại lực lượng, Tống Duy Tân trở thành người tổng chỉ huy phong trào, thì Cao Điển và Cầm Bá Thước đều trở thành người phụ tá cho ông. Kể từ đó Cao Điển và Tống Duy Tân luôn gắn bó với nhau để thúc đẩy mọi hoạt động của công cuộc kháng Pháp.
Sau khi bị nghĩa quân Hùng Lĩnh tập kích nhiều trận, bị thiệt hại đáng kể, quân Pháp bèn tập trung lực lượng mở cuộc truy quét quy mô nhằm tiêu diệt nghĩa quân Hùng Lĩnh. Vì vậy, nghĩa quân ngày càng lâm vào tình thế bị cô lập nên bị thiếu thốn về mọi mặt, nhất là sau trận Thanh Khoái xảy ra vào ngày 29 tháng 5 năm 1890.
Tháng 3 năm 1892, từ sông Đà, Đốc Ngữ dẫn quân vượt sông Mã vào Thanh Hóa. Sau khi bàn bạc, Cao Điển, Đốc Ngữ và Tống Duy Tân cùng hợp quân đi tấn công quân Pháp ở Niên Kỷ (nay thuộc huyện Bá Thước, tỉnh Thanh Hóa). Mặc dù thu được một số thắng lợi, nhưng cũng không thể nào cứu vãn được tình thế.
Hoạt động ở đây một thời gian ngắn, Đốc Ngữ dẫn quân trở lại mạn sông Đà; còn Cao Điển và Tống Duy Tân, thì ở lại cầm cự một thời gian nữa. Nhưng trước cuộc bao vây và càn quét ngày càng ác liệt của đối phương, khoảng tháng 9 năm 1892, hai ông ra tuyên bố giải tán quân sĩ để tránh thêm thương vong .
Sau đó, Tống Duy Tân về ẩn náu ở hang Niên Kỷ, còn Cao Điển cùng một số thuộc hạ quyết chí theo thì đóng trên một ngọn đồi gần bên. Chẳng lâu sau, Cao Ngọc Lễ (vừa là học trò cũ, vừa là cháu kêu Tống Duy Tân bằng cậu) đi mật báo cho Pháp đến bủa vây và bắt được Tống Duy Tân vào ngày 4 tháng 10 năm 1892 .
Trước hôm đó một ngày (ngày 3 tháng 10), một toán quân Pháp khác gồm 30 người đi vây bắt Cao Điển. Hai bên đụng độ ác liệt. Nghĩa quân bị bắt 2, chết 6; nhưng Cao Điền đã kịp chạy thoát cùng bốn năm người với hai khẩu súng...
Không chiêu hàng được, Tống Duy Tân bị thực dân Pháp cho xử tử tại Thanh Hóa ngày 5 tháng 10 (âm lịch) năm Nhâm Thìn (1892), lúc 55 tuổi. Đến đây, cuộc khởi nghĩa mà ông cùng đồng đội đã cố công gầy dựng coi như kết thúc.
Phần Cao Điền, trú ẩn ở đất Bắc được một thời gian, ông định đến với Hoàng Hoa Thám (thủ lĩnh khởi nghĩa Yên Thế), nhưng vừa tới Bắc Giang thì đã bị quân Pháp bắt được vào ngày 16 tháng 1 năm 1896. Quân giặc đã dùng mọi biện pháp dụ dỗ rồi tra tấn nhưng ông không chịu khuất phục. Ngày 28 tháng 12 năm 1896, ông bị xử trảm tại Cầu Hạc (nay thuộc TP.Thanh Hóa) cùng với nhiều thủ lĩnh nghĩa quân khác. Nhân dân địa phương và gia đình đã đem xác ông về an táng tại cánh đồng Cồn Thần Ngừa - làng Trinh Sơn